# 사오족

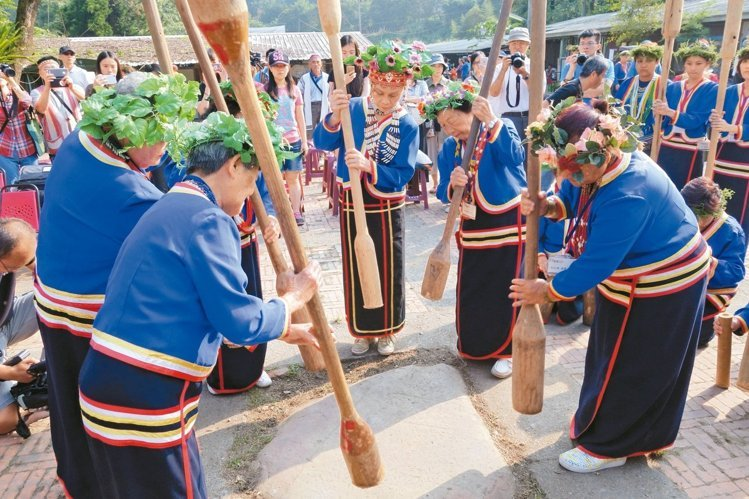
사오족

사오족(Thao, 중국어: 邵族 사오족[*])은 대만 원주민 집단의 하나로, 대만 중부 일월담(日月潭) 인근에 살아 왔다. 2020년 기준 인구는 약 800명 남짓으로 대만의 공인된 원주민족 중 가장 수가 적었다. 작은 규모에도 불구하고 타오족은 고유의 관습, 신앙, 전통문화 및 언어를 유지해왔으나 주류 문화로의 동화도 이루어졌다. 오늘날 대부분의 민족 인구가 일월담 지역의 관광업에 종사하고 있다. 1999년 지지 대지진 당시 가옥의 80%가 파괴되거나 손상되는 피해를 입었다.

## 같이 보기
- 사오어